# James Monroe (Politiker, 1821)

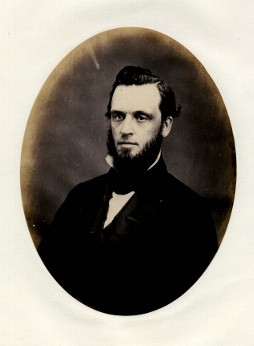
James Monroe

James Monroe (* 18. Juli 1821 in Plainfield, Connecticut; † 6. Juli 1898 in Oberlin, Ohio) war ein US-amerikanischer Politiker der Republikanischen Partei. Vom 4. März 1871 bis zum 3. März 1881 war er Mitglied des Repräsentantenhauses der Vereinigten Staaten für den 14., 17. und 18. Kongressdistrikt des Bundesstaates Ohio.

## Biografie
Monroe wurde in Plainfield, einem Städtchen im Osten von Connecticut, geboren. Dort ging er in jungen Jahren auch zur Schule. 1846 erhielt er einen Abschluss in Theologie vom Oberlin College. Von 1849 bis 1862 war er als Professor am Oberlin College tätig. Erste politische Erfahrungen sammelte er zwischen 1856 und 1859 im Repräsentantenhaus von Ohio. Daran anschließend diente er von 1860 bis 1862 im Staatssenat, davon zwei Jahre als Präsident pro tempore. Im Oktober 1862 legte er sein Mandat nieder um Konsul der Vereinigten Staaten in Rio de Janeiro zu werden. Bis 1869 blieb er im Amt. Zum Ende seiner Zeit in Brasilien diente er kurzzeitig als Chargé d’affaires ad interim. 
1870 wurde Monroe erstmals als Mitglied des US-Repräsentantenhauses gewählt. Er vertrat hier für eine Legislaturperiode 14. Distrikt von Ohio. Ab 1873 vertrat er für zwei Legislaturperioden den 18. Bezirk, ehe er für eine letzte Legislaturperiode bis 1881 den 17. Distrikt in Washington repräsentierte. Von 1873 bis 1875 war er Vorsitzender des United States House Committee on Education and Labor. Ab 1883 war er wieder als Professor am Oberlin College tätig. 1898 starb Monroe in Oberlin. Er wurde auf dem Westwood Cemetery beigesetzt.